# 楊元丁
楊元丁（1898年—1947年3月8日），臺灣社會運動參與者與政治人物，曾任基隆市議會副議長，生於桃園市八德區，在二二八事件期間任二二八事件處理委員會基隆分會副主任委員。遭基隆市警察殺害。歌手伊能靜為其外孫女。

## 生平簡歷
楊元丁，出生於臺灣日治時期的桃園，畢業於桃園公學校，畢業後大多在基隆與中國大陸做生意。楊元丁不滿日本的殖民統治，鼓吹抗日，加入台灣文化協會四處演講，甚至因為反鴉片的關係被監禁，台灣日治時期被禁錮了六次。七七事變發生以後，楊元丁怕日本人對他有所忌憚，所以離開台灣前往上海，後來輾轉住在杭州，並從事食品生意。1945年，因其僱來運貨的日本船，不幸被美軍擊沉，使其財產幾乎耗損殆盡。後來，透過答應基隆商人黃獻彰的委託，幫忙押船回基隆，才順利回到台灣。1946年當選為基隆市參議員，並且被選為副議長。

## 二二八前夕
楊元丁擔任基隆市參議會副議長時，當時基隆市長為石延漢，警察局長為郭昭文。而中華民國接管臺灣初期部分人員貪污腐敗，當時民眾受不了這些官員，常常向楊元丁陳情投訴。而楊元丁接受民眾的投訴之後，也會開始進行調查，並且常常在議會中揭發官員貪污的行為。也因為如此，石延漢和郭昭文對楊元丁都懷恨在心，而二二八事件的發生，也提供了他們報復的機會（根據楊元丁之子楊光漢在《基隆雨港二二八》中所述）。

## 二二八期間
二二八事件時，楊元丁參與並組織了基隆的二二八事件處理委員會，希望可以迅速的弭平動亂，並且也向各地的糧商招募糧食，提供基隆民眾使用。但是過沒幾天，國軍自基隆港登入，台灣情勢轉變，有人勸楊元丁要避避風頭，而楊元丁也告訴家人要出門去避幾天，但是這一避，楊元丁就再也沒回過家了。

## 遇害經過
楊元丁出門避風頭之後，家裡曾遭警察前來搜索數次，但都無功而返。而家屬也不知楊元丁是何時被抓到的，但根據發現屍體的時間與地點，家屬推測是於三月十日前不久遇害，並且可能於基隆市參議會附近被抓。但根據陳其寅所寫《懷德樓文稿》中所述，楊元丁並沒有去避風頭，反而是繼續解決基隆糧食不足的問題，而就在一輛來自台北的運糧車在經過八堵的時候，因沒有通行證而被攔檢，楊元丁出面去交涉，因而反被警察逮捕，從此沒有音訊。後來他的屍體是在三月五日在基隆愛四路的北多橋下被發現，經過了四日，屍體漂流到明德橋附近，才被人撈起來並由家屬認領。
而楊元丁躲避風頭的這幾天，都是由警察前去楊家搜索，再加上其他市參議員也都成功的避過危險，安全的回到家，唯獨楊元丁成為二二八事件在基隆受害的市參議員。因此家屬推測楊元丁的被害，與軍方無涉，而出於警方的策劃。
監察院人權保障委員會之報告則證實國防部保密局臺北工作站陳報南京的檔案記載：「三月九日國軍陸續開到……主犯參議會副議長楊元丁亦被密捕密裁矣。」「逮捕暴徒機關，警局、憲兵、（陸軍或台灣）供應局、司令部等，半途格殺、密裁、拘押不等發生，致一般民眾驚畏逃避。」

## 資料來源
1. ↑  人權保障委員會調查報告 的存檔，存档日期2013-12-03., 監察院

- 張炎憲、胡慧玲、高淑媛，《基隆雨港二二八》（台北：自立晚報，1994）。
- 財團法人二二八事件紀念基金會 （页面存档备份，存于）